# Lorenzo Calafiore
Lorenzo Calafiore detto Renzo (Reggio Calabria, 31 gennaio 1935 – Moncalieri, 20 ottobre 2011) è stato un lottatore e allenatore di lotta italiano.

## Biografia
A 20 anni nasce la passione per la lotta greco-romana sulla materassina della palestra ex Gil, dal 1954 al 1961, gareggia per la "Fortitudo" e si mette in evidenza ai Campionati Italiani Assoluti di Faenza. A 26 anni arriva il trasferimento, i dirigenti del G. S. "FIAT" lo invitano a Torino, offrendogli pure un posto alla Sisport.
Sposato con Caterina ebbe due figli Francesco, anch'esso poi stimato lottatore, e Giusy. Tra la famiglia e il Lavoro cresce in palestra e si afferma così un reggino campione.
Nel 1962 è tricolore a Napoli, quindi è chiamato in Nazionale con la quale coglie numerosi successi:
- medaglia d'argento ai Campionati Europei di Modena nel 1969,
- la vittoria della coppa Alsia in Danimarca nel 1969
- medaglia di bronzo ai Campionati Europei di Berlino Est nel 1970
- medaglia d'oro ai Giochi del Mediterraneo di Smirne 1971
- secondo al Torneo Checiski in Polonia nel 1971
- sesto al Torneo Akropolis di Atene nel 1971
- terzo al Torneo N.Petrov in Bulgaria nel 1972
- sesto tra i minimosca (48 chili) alle Olimpiadi di Monaco del 1972 a 38 anni

Successi ottenuti in Italia:
- 6 volte campione italiano assoluto negli anni 1963, 1966, 1969, 1971, 1973 e 1974
- Vittorie in Coppa Italia dal 1963 al 1969, nel 1971 e nel 1974
- Vittorie ai Campionati Italiani dal 1961 al 1969 e nel 1974

Termina la sua carriera da atleta a 39 anni vincendo Coppa Italia e scudetto.
Diventa quindi tecnico della squadra torinese dove come allenatore vince numerosi premi. Il 1º gennaio 1994 viene premiato con la Medaglia al Valore Atletico e successivamente viene nominato dalla FILPJ (Federazione Italiana Lotta-Pesi-Judo) "maestro benemerito di Lotta".
Si spegne il 20 ottobre 2011 all'età di 76 anni a Moncalieri dove abitava da anni con la moglie.

## Palmarès
- Europei

Modena 1969: argento nei -48 kg;
Berlino Est 1970: bronzo nei -48 kg;
- Giochi del Mediterraneo

Smirne 1971: argento nei -48 kg;